# Chán

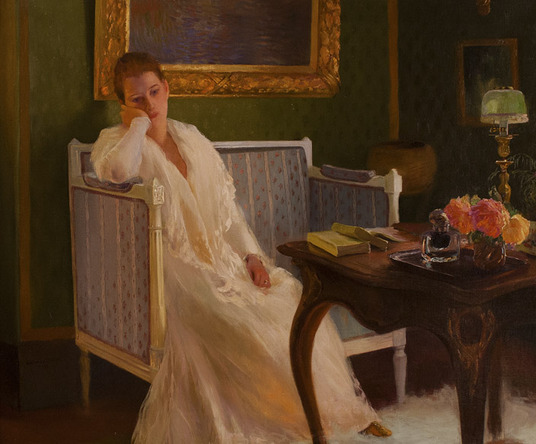
Bức tranh L'Ennui của họa sĩ Gaston de La Touche, 1893

Nhàm  chán hay chán nản là một loại cảm xúc tiêu cực, một trạng thái tâm lý xấu và xảy ra khi một người cảm thấy kém thích nghi với hoàn cảnh, ví dụ như
- Không có công việc, hoạt động gì để làm.
- Phải miễn cưỡng chứng kiến lặp đi lặp lại công việc, hoạt động không mong muốn.
- Cảm thấy thiếu động lực, mục đích sống, chưa tìm được ý nghĩa cuộc sống.
- Ngoài ra còn có thể do sức khỏe kém, cơ thể mệt mỏi.

## Tác động
Sự chán nản gây ra những hậu quả phức tạp, khó lường như:
- Đối với bên ngoài: theo tâm lý học, người chán nản cảm thấy sự thiếu quan tâm sâu sắc về những gì đang xảy ra xung quanh họ, và rất khó để giữ tập trung.[1] Từ đó làm giảm năng suất học tập, lao động dẫn đến giảm chất lượng cuộc sống.
- Đối với bên trong, bản thân: mức độ nặng có thể dẫn đến chứng bàng quan, thờ ơ, lãnh đạm, tự kỷ, chán đời, thất vọng về bản thân[2] hoặc thậm chí là tự tử (dù con số còn khiêm tốn).

## Giải pháp

### Trước mắt tạm thời
Để ngăn chặn sự nhàm chán, hầu hết mọi người:
- Làm công việc, hoạt động nào đó khác lạ (so với hoạt động thường ngày, thói quen) để làm mới tâm trạng, giải tỏa sự chán nản.
- Làm công việc, hoạt động nào đó yêu thích, đam mê để tạo sự hứng khởi.
- Tập thể dục, chơi thể thao, vận động ngoài trời (đạp xe, chạy bộ, đi bơi, khiêu vũ), làm việc nhà để tăng cường sức khỏe, đầu óc minh mẫn.

### Triệt để lâu dài
- Phân tích nguyên nhân gây ra sự kém thích nghi với hoàn cảnh.
- Đưa ra giải pháp cụ thể, chi tiết để giải quyết các nguyên nhân.
- Lập kế hoạch, nghiêm túc và quyết tâm thực hiện từng bước các giải pháp trên.